# Absolute Let's Dance opus 14
Absolute Let's Dance opus 14, kompilation i serien Absolute Dance udgivet i 1996. 

## Spor
1. No Mercy – "Where Do You Go" (Radio Mix)
2. BBE – "Seven Days And One Week" (Radio Edit)
3. Faithless – "Insomnia '96" (CEC Radio Mix)
4. Unique II – "Break My Stride" (FM Track)
5. Mr. President – "I Give You My Heart" (Radio Edit)
6. Ruffneck feat. Yavahn – "Move Your Body" (Peppermint Jam Radio Mix)
7. 7T feat. Mike D. and Damize – "Good Girls" (Radio Edit)
8. Gusto – "Let's All Chant" (Johnny Vicious New York Remix Edit)
9. Yazz – "Good Thing Going"
10. Consoul – "Think Of Me" (Stone's & Nick's Full Delight Radio)
11. Boris Dlugosh presents Boom – "Keep Pushin'" (Original Radio Edit)
12. Beat System – "Fresh" (Radio Mix)
13. Ricardo Da Force – "Why" (La Di Da Edit)
14. Quad City DJ's – "C'Mon 'N Ride It (The Train)" (Bass Mix Edit)
15. Papa Dee – "The Tide Is High" (On The Beach – Original Version)
16. Stretch & Vern present Maddog – "I'm Alive" (7" Eat Me Edit)
17. La Bouche – "Bolingo (Love Is In The Air)" (Radio Mix)
18. Pianoman – "Blurred" (Pianoman Original Edit)
19. Bordeaux – "Hit Me" (Flex Radio Mix)